# Stary Pałac Potockich w Krzeszowicach
Stary Pałac Potockich w Krzeszowicach – piętrowy późnoklasycystyczny budynek położony na skraju parku Miejskiego w Krzeszowicach.
Pałac to dawny lamus zaadaptowany przez Artura Potockiego w latach 1820–1822 na tymczasową rezydencję Potockich herbu Pilawa. W okresie budowy tzw. nowego pałacu zamieszkiwała w nim rodzina Potockich, a później wyżsi urzędnicy hrabstwa tęczyńskiego oraz m.in. Józef Chłopicki. Położony jest w zachodniej części Krzeszowic, przy ulicy Ogrodowej 1. Do kwietnia 2017 roku znajdowała się w nim m.in. siedziba burmistrza miasta, Urząd Stanu Cywilnego, Wydział Organizacyjny UM. Na frontowej ścianie znajduje się tablica Olgi Drahonowskiej-Małkowskiej.
Budynek został wpisany do rejestru zabytków nieruchomych województwa małopolskiego.